# Seregno
Seregno ist eine Gemeinde mit 44.950 Einwohnern (Stand 31. Dezember 2024) in der Provinz Monza und Brianza in der italienischen Region Lombardei.

## Geographie
Die Stadt befindet sich in der oberen Lombardei etwa 10 km von Monza und nur 20 km von Mailand entfernt. Seregno liegt nahe der Seen und der Alpen.

## Geschichte

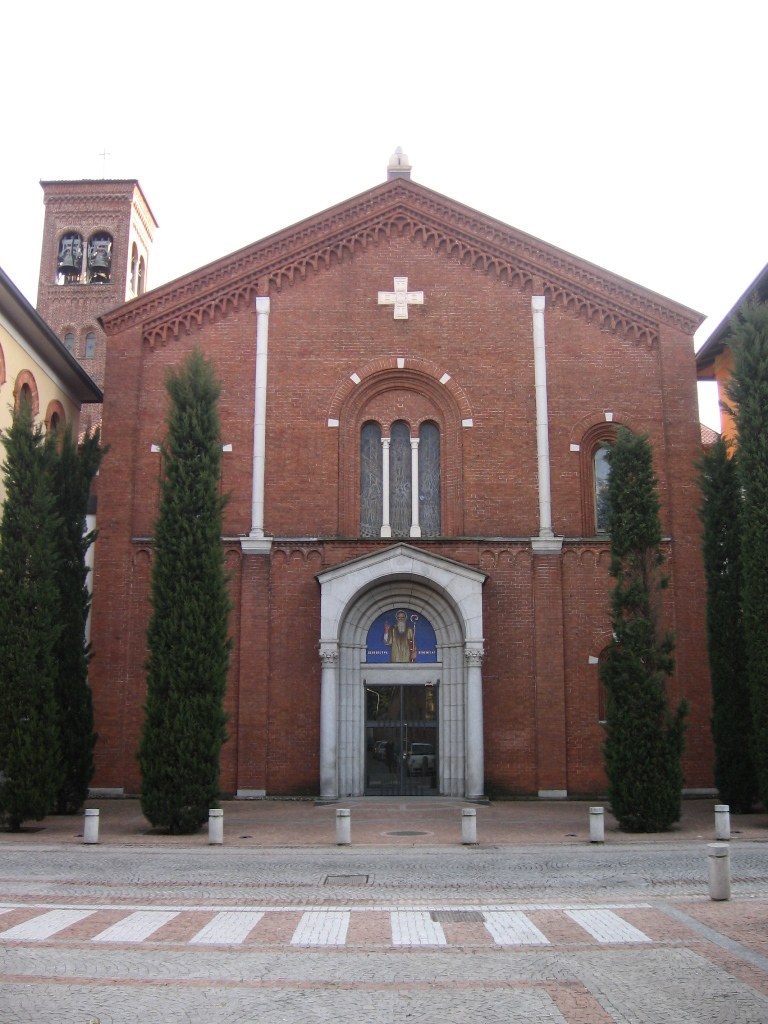
Abteikirche der Olivetaner

Ende des 19. Jahrhunderts war Seregno ein Marktflecken in der italienischen Provinz Mailand im Kreis Monza, an der Eisenbahn von Mailand nach Como, mit der unvollendeten Kirche San Giuseppe, Baumwoll- und Seidenindustrie, Tischlerei, bedeutenden Handel und 6139 Einwohnern (1881). 1884 wurde die Olivetaner-Abtei gegründet und 1895 deren neuromanische Abteikirche geweiht.

## Verkehr
Die Stadt liegt an den Bahnlinien Chiasso–Mailand, Saronno–Seregno und Seregno–Bergamo.
In der Vergangenheit fuhren durch Seregno die Überlandstraßenbahnen Mailand–Carate/Giussano und Monza–Meda–Cantù.

## Persönlichkeiten
- Cristoforo Luvoni (* um 1425–1481), Bildhauer der Frührenaissance[2]
- Policleto Luvoni (* um 1425–1481), Bildhauer der Frührenaissance[3]
- Samuele Luvoni (* um 1425–1481), Bildhauer der Frührenaissance[4]
- Martino Bassi (1542–1591), Architekt
- Paolo Angelo Ballerini (1814–1897), römisch-katholischer Erzbischof und Patriarch, lebte von 1867 bis zu seinem Tod in Seregno
- Achille Locatelli (1856–1935), Diplomat und Kardinal
- Ernesto Formenti (1927–1989), Boxer
- Giacinto Santambrogio (1945–2012), Radrennfahrer
- Serafino Santambrogio (1914–1979), Radrennfahrer
- Piero Lissoni (* 1956), Designer
- Franco Trabattoni (* 1956), Philosoph, Philosophiehistoriker und Schachspieler
- Massimo Crippa (* 1965), Fußballer
- Igor Cassina (* 1977), Olympiasieger
- Francesco Tizza (* 1981), Radrennfahrer
- Ettore Pozzoli, Musiker und Pianist
- Nicolao da Seregno (erstmals erwähnt 1463, letztmals 1500), Maler aus dem Kanton Tessin